# Celina (Texas)
Celina (/sɪˈlaɪnə/ si-LY-nə) è un comune (city) degli Stati Uniti d'America situato tra le contee di Collin e Denton nello Stato del Texas. La popolazione era di 6 028 abitanti al censimento del 2010.

## Geografia fisica
Secondo lo United States Census Bureau, la città ha una superficie totale di 36,69 km², dei quali 36,29 km² di territorio e 0,4 km² di acque interne (1,1% del totale).

## Storia
La città fu fondata nel 1879 e deve il nome all'omonima città nel Tennessee.

## Società

### Evoluzione demografica
Nel 1950 c'erano 1 051 abitanti. Nel 1980 questo numero era aumentato a 1 520 abitanti e nel 1990 a 1 737 abitanti. Nel 2000 la comunità contava 135 aziende e 1 861 abitanti. Secondo il censimento del 2010, la popolazione era di 6028
abitanti.

### Etnie e minoranze straniere
Secondo il censimento del 2010, la composizione etnica della città era formata dall'86,89% di bianchi, il 3,96% di afroamericani, lo 0,98% di nativi americani, lo 0,56% di asiatici, lo 0% di oceanici, il 5,66% di altre razze, e l'1,94% di due o più etnie. Ispanici o latinos di qualunque razza erano il 20,52% della popolazione.